# 福尔根湖畔里登
福尔根湖畔里登，通称里登，是德国巴伐利亚州的一个市镇。总面积13.17平方公里，总人口1275人，其中男性632人，女性643人（2011年12月31日），人口密度97人/平方公里。